# 東京都立大泉高等学校・附属中学校
東京都立大泉高等学校・附属中学校（とうきょうとりつ おおいずみこうとうがっこう・ふぞくちゅうがっこう、英: Tokyo Metropolitan Oizumi High School and Junior High School）は、東京都練馬区東大泉に所在し、中高一貫教育を提供する公立高等学校・中学校。
高等学校において、生徒を募集しない完全中高一貫校。
略称は、練馬区立大泉中学校と区別するため「都立大泉」と呼ばれる。

## 概要
東京府立第二十中学校を前身とする。
正門から続く130mの長い道の両側には、多くの桜の樹が植えられ、同校のシンボルとなっている。また、練馬百景にも選ばれたことがある。東京23区内普通科の都立校随一の広さの校地に恵まれている。
2010年度に附属中学校が設立され、中高一貫となり、それに伴い本校の校舎は建て直された。また、定時制課程は東京都立稔ヶ丘高等学校へ統合され閉課程となった。
同時期の2010年度に、中高一貫校となった都立学校として富士高・中、三鷹中等、南多摩中等がある。
かつては制服が無かったが、附属中学校2010年度入学生から順次制服着用となった。現在では中高ともに制服を着用する。
制服は開校時より大泉高校と同じもの（女子は、中学ではリボン、高校ではネクタイ）を着用。
2021年度入学者選抜をもって高等学校からの入学者募集を停止し、完全中高一貫校となった。
三大行事（体育祭・文化祭・合唱コンクール）をはじめ、ほとんどの行事は中学と高校の合同で行われている。
以前は、都内では珍しいボート部があり、戸田ボート場に艇を所有していたが、現在は廃部されている。運動部は多くの部活で地区大会や都大会上位入賞などの実績を上げている。文化部に関しては、将棋部は全国大会出場し、東京都教育委員会から文化部推進校（将棋部門）の指定を受け、合唱部は全国大会「第43回全国高等学校総合文化祭（2019 さが総文）」に出場、写真部は地区大会最優秀賞受賞など、数多くの実績を残している。
入学者選抜は適性検査によって行われ、例年倍率は約7倍である。

## 教育理念
大泉の校訓「学・律・拓」の下に、さらに「探究の大泉」の志、「自主・自立・創造」の精神を掲げている。

## 設置学科
- 附属中学校
- 高等学校
  - 全日制課程
    - 普通科

## 教育課程

### ティーチャー・イン・レディネス (TIR)
自校完成型の教育システムの一つとして、ティーチャー・イン・レディネス (TIR) という独自のカリキュラムがある。週4コマ、7時間目の授業に設定されており、生徒が自ら課題を見つけて勉強に取り組むことを目的としている。1年次は2コマ、主に数学と英語を行う。教室には教員が控えて、質問に答えたり、アドバイスしたりしている。
やる内容は生徒に任されているが、宿題や用意されたワークシート・タスクシートに取り組むことが多いという。

## 沿革
- 1941年
  - 2月3日 - 東京府立第二十中学校として設置される。
  - 4月7日 - 中野区上鷺宮五丁目の仮校舎（現武蔵丘高校）内にて開校、第1回入学式挙行。
- 1942年1月31日 - 東京府立大泉中学校に改称。敷地を練馬区（当時板橋区）東大泉380番地に決定。
- 1943年7月1日 - 都制施行により東京都立大泉中学校と改称。
- 1947年2月25日 - 校友の歌完成。
- 1948年4月1日 - 学制改革により東京都立大泉新制高等学校となる。
- 1950年4月1日 - 東京都立大泉高等学校と改称。
- 1952年 - 学区合同選抜制度導入。
- 1954年11月14日 - 校歌制定。
- 1967年 - 学校群制度実施。石神井高校・井草高校と34群を組む。
- 1982年 - グループ合同選抜制度導入。32グループに所属する。
- 1994年 - 単独選抜に移行。
- 2008年4月1日 - 練馬地区中高一貫六年制学校（仮称）開設準備室設置。
- 2009年10月 - 東京都条例により東京都立大泉高等学校附属中学校を設置。
- 2010年
  - 中高一貫校へ改編、定時制課程を2007年開校の東京都立稔ヶ丘高等学校へ統合し閉課。
  - 4月1日 - 東京都立大泉高等学校附属中学校開校、第1回入学式挙行。
- 2016年
  - 3月 - 英語教育推進校に指定される。
  - 4月 - 中部学校経営支援センター特別指定校に決定する。
  - 9月 - 「オンライン英会話（国際理解）」の授業を開始。中学3年、高校1年、高校2年で実施される。
- 2017年4月 - 知的探究イノベーター推進校に指定される。
- 2018年
  - 4月
    - 都立学校版スマートスクール構想の実証研究のためのBYOD研究指定校に指定される。これにより、全HR教室および一部の特別教室に都立学校BYOD用Wi-Fiが整備される。
    - 文化部推進校（将棋部門）に指定される。
    - 高校1年において「探究と創造 (QC)」の授業を開始。

  - 5月 - 国際交流リーディング校に指定される。
- 2019年4月
  - オリンピック・パラリンピック文化プログラム・学校連携事業実施校に指定される。
  - 海外学校間交流推進校に指定される。これにより、「東京体験スクール」による短期留学生の受け入れや長期留学生の受け入れを開始。
  - 高校2年において「探究と創造 (QC)」の授業を開始。
- 2020年4月
  - ソサエティー5.0に向けた学習方法研究校に指定される。
  - 高校3年において「探究と創造 アドバンスド・プログラム (AQC)」の授業を開始（自由選択科目）。
- 2021年2月 - 最後となる高等学校入学者選抜を実施。

## 校歌・校友の歌

### 校歌
- 作詞：日夏耿之介、作曲：小松清。
- 1953年9月15日作詞完成、1954年3月5日作曲完成[6]。

### 校友の歌
- 作詞 伊藤静、作曲 高田三郎。
- 1947年2月25日完成。1954年11月14日の校歌制定までは、校歌のように歌われており、現在も校歌同様に親しまれている。体育祭では応援歌として応援団が歌っている[6]。

## 交通
- 鉄道：西武池袋線大泉学園駅南口より徒歩10分[7]

※2017年3月に、新たに大泉学園駅─石神井公園駅間の北側に側道が整備され、大泉学園駅北口から直線的にアクセスできるようになった。
- バス

| 運行事業者        | 乗車駅       | 系統             | 下車停留所                                      |
| ----------------- | ------------ | ---------------- | ----------------------------------------------- |
| 西武バス          | 石神井公園駅 | 吉60・石11・石12 | 石神井中学校、徒歩7分                           |
| 西武バス          | 阿佐ケ谷駅   | 荻15・荻15-2     | 石神井中学校、徒歩7分                           |
| 西武バス          | 和光市駅     | 泉39             | 妙延寺前、徒歩8分                               |
| 西武バス          | 練馬駅       | 練48             | 妙延寺前、徒歩8分                               |
| 西武バス          | 吉祥寺駅     | 吉61・吉62-2     | 学芸大附属前、徒歩9分 第五上石神井住宅、徒歩8分 |
| 西武バス          | 上石神井駅   | 泉35-1・泉35-2   | 学芸大附属前、徒歩9分 第五上石神井住宅、徒歩8分 |
| 西武バス 関東バス | 西荻窪駅     | 西03             | 学芸大附属前、徒歩9分 第五上石神井住宅、徒歩8分 |

- 自動車：北中央門（校舎北側に位置する）が入口となる。正門（敷地北西の桜並木の先に位置する）は自動車進入禁止になっている。

## 部活動
中高共にあるものは◎、中学単独のものは☆、高校単独はのものは◆を記してある。

### 運動部
- 剣道部◆
- 硬式テニス部◎
- サッカー部◎
- 山岳部◆
- 水泳部◎
- ソフトテニス部◎
- ダンス部◆
- 卓球部◎
- 陸上競技部◎
- 硬式野球部◆
- 男子バスケットボール部◎
- 女子バスケットボール部◎
- 女子サッカー部◎
- ラグビー部◎
- バドミントン部◎
- 女子バレーボール部◎
- 軟式野球部☆

### 文化部
- 将棋部◎
- 吹奏楽部◎
- 演劇部◎
- 合唱部◎
- 自然科学部☆
- 日本文化部筝曲班◎
- 日本文化部茶道班◎
- 日本文化部華道班◎
- 調理部◎
- 漫画研究部◆
- 文芸部◆
- 科学部◆
- 天文部◆
- 美術部◎
- 軽音楽部◆
- 写真部◆
- フォークソング部◆

### 同好会
- ストリートダンス同好会◆[8]

## 著名な出身者
（50音順）

### 政治・行政
- 加藤勝信 - 衆議院議員、財務大臣、元厚生労働大臣、元内閣官房長官、元拉致問題担当大臣、元大蔵官僚[9]
- 亀井靜香 - 衆議院議員、元内閣府特命担当大臣（金融担当）兼郵政改革担当大臣、元建設大臣、元運輸大臣、元警察官僚。広島県修道高校から転入。
- 円より子 - 参議院議員。香川県高松高校から転入。
- 小山和伸 - 政治運動家、神奈川大学教授

### 経済
- 金児昭 - 信越化学工業顧問、元金融監督庁顧問、経営評論家
- 小美野広行 - 公認会計士、元関西学院大学教授、元エスエス製薬代表取締役、元日本ベーリンガーインゲルハイム代表取締役
- 仁科和雄 - 元髙島屋会長

### 学術
- 青木直大 - 東京大学教授
- 猪郷久義 - 筑波大学名誉教授、元日本古生物学会会長
- 井田正道 - 明治大学教授
- 市川慎一 - 元早稲田大学名誉教授
- 栗林義信 - 東京音楽大学名誉教授、声楽家。佐賀県立佐賀高等学校から転入。
- 白石清 - 山口大学教授
- 杉山武彦 - 元一橋大学学長、原子力損害賠償支援機構理事長
- 新田義孝 - 四日市大学名誉教授
- 二村一夫 - 法政大学名誉教授、長野県諏訪清陵高等学校から転入。
- 日比野弘 - 元早稲田大学教授、元早大ラグビー部監督、元ラグビー日本代表監督
- 古屋一仁 - 東京科学大学名誉教授、元東京工業高等専門学校校長、元全国高等専門学校連合会会長
- 三木千壽 - 東京科学大学名誉教授、東京都市大学名誉学長
- 山下泰子 - 文京学院大学名誉教授
- 倉橋節也 - 元筑波大学教授、日本国際学園大学教授

### スポーツ
- 猪谷千春 - 国際オリンピック委員会 (IOC) 副会長
- 春日康利 - 元早大ラグビー部FW
- 山田龍之介 - ラグビー選手
- 喜熨斗勝史 - サッカーコーチ

### 放送・マスコミ
- 池上彰 - 元NHKキャスター、ジャーナリスト
- 宇賀なつみ - フリーアナウンサー、元テレビ朝日アナウンサー
- 大川和彦 - 元フジテレビアナウンサー。1990年オグリキャップ引退レースなど実況。
- 黒田治 - FM NACK5、TBSラジオ、東海ラジオ等ラジオパーソナリティー
- 延友陽子 - 日本テレビアナウンサー
- 吉村功 - 元東海テレビアナウンサー

### 芸能・文化
- 大泉りか - 小説家
- おーくん・あきら - 大学教員、グラフィックデザイナー
- 大竹伸朗 - 現代美術家
- 岡部玲子 - タレント
- 玖保キリコ - 漫画家
- 小林綾子 - 女優
- 桂扇生 - 落語家
- 近藤良平 - ダンサー、コンドルズ主宰
- 深町純 - 作曲家、シンセサイザー奏者
- 待田京介 - 俳優
- 森雪之丞 - ミュージシャン、作詞家
- 吉田紀子 - 脚本家
- Predawn（清水美和子） - シンガーソングライター